# Waynesville (Carolina do Norte)
Waynesville é uma cidade  localizada no estado norte-americano de Carolina do Norte, no Condado de Haywood.

## Demografia
Segundo o censo norte-americano de 2000, a sua população era de 9232 habitantes.
Em 2006, foi estimada uma população de 9432, um aumento de 200 (2.2%).

## Geografia
De acordo com o United States Census Bureau tem uma área de
20,1 km², dos quais 20,1 km² cobertos por terra e 0,0 km² cobertos por água. Waynesville localiza-se a aproximadamente 864 m acima do nível do mar.

## Localidades na vizinhança
O diagrama seguinte representa as localidades num raio de 16 km ao redor de Waynesville.